# Ann Follin
Ann Karolina Follin, född 4 september 1962, är en svensk museiman.
Ann Follin utbildade sig till kulturvetare i bland annat arkeologi och konstvetenskap på Lunds universitet. Hon har arbetat på Textilmuseet i Borås, på Arbetets museum i Norrköping, bland annat som biträdande museidirektör, och på Världskulturmuseet i Göteborg som utställningsledare samt varit generaldirektör för Riksutställningar 2002–2008. Hon var 2008–2015 museidirektör för Tekniska museet i Stockholm. År 2015 tillträdde hon tjänsten som överintendent för Statens museer för världskultur, en tjänst hon hade fram till och med 2024. I oktober 2024 utsågs hon till ny generaldirektör för Arbetsgivarverket, där hon tidigare varit styrelseledamot.